# Steffen Lorenz (Manager)
Steffen Lorenz (* 26. Juni 1931 in Berlin; † 21. September 2020 in Hannover) war ein deutscher Brauerei-Manager und IHK-Vorsitzender.

## Werdegang
Lorenz war von 1968 bis 1984 gemeinsam mit Gerhard Nienaber Vorstandsmitglied der Gilde Brauerei AG in Hannover und zuständig für den Bereich Technik. Danach – von 1984 bis 1992 – wurde er deren Vorstandsvorsitzender und dann deren Aufsichtsratsvorsitzender von 1992 bis 2002. Von 1984 bis 1994 war er neben Nienaber auch zweites Vorstandsmitglied ihrer Holding, der Brauergilde Hannover AG, und von 1994 bis 2002 – nach Beginn des Ruhestandes von Nienaber – auch Vorstandsvorsitzender der Brauergilde Hannover. Von 1986 bis 1992 war Lorenz auch Vorsitzender des Verbandes der Brauereien von Niedersachsen als Nachfolger von Nienaber.
Seit 1992 war Lorenz Präsident der Industrie- und Handelskammer Hannover-Hildesheim. Er war damit Nachfolger von Gerhard Barner, der von 1983 bis 1988 und ab Februar 1990 Präsident war. 1996 und 1997 war er Vorsitzender der Vereinigung der Niedersächsischen Industrie- und Handelskammern. Sein Nachfolger in diesem Amt war Klaus Schuberth, Präsident der Industrie- und Handelskammer Braunschweig.
1993 bis 1995 war Lorenz als Vertreter der Verarbeitenden Industrie Teilnehmer der sogenannten Energiekonsens-Gespräche unter der Bundesregierung Helmut Kohl.

## Ehrungen
Lorenz war Ehrenpräsident der Industrie- und Handelskammer Hannover, Ehrenvorsitzender des Vorstandes des Bundesverbandes der Energie-Abnehmer e.V. (VEA), Ehrenvorsitzender des Vorstandes des Verbandes zur Förderung des Qualitätsgerstenbaus im Bundesgebiet München, Ehrenmitglied des ungarischen wissenschaftlichen Vereins für die Lebensmittelindustrie. Lorenz wurde mit diversen Ehrenmitgliedschaften in Bundesverbänden unter anderem mit der Berufung zum Mitglied der Albrecht Thaer Gesellschaft geehrt. Er war Mitglied des Kuratoriums der Hannoverschen Kinderheilanstalt und verfügte über diverse Aufsichts- und Beiratsmandate.
Lorenz war Träger des Niedersächsischen Verdienstkreuzes am Bande, des Bundesverdienstkreuzes 1. Klasse und der Goldene Braugerstenmedaille. 1992 wurde er mit dem Großen Bundesverdienstkreuz ausgezeichnet.